# Lipov Lad
Lipov Lad (en serbe cyrillique : Липов Лад) est un quartier de Belgrade, la capitale de la Serbie. Il est situé dans la municipalité de Zvezdara. En 2002, il comptait 5 162 habitants.

## Localisation
Lipov Lad est situé entre le côté droit du Bulevar kralja Aleksandra (le « Boulevard du roi Alexandre ») et le côté gauche de la rue Vojislava Ilića, à la limite entre les municipalités de Zvezdara et de Vračar. Le quartier se trouve à 2,5 km de Terazije, qui est souvent considéré comme le centre de la capitale serbe. Il s'étend jusqu'au quartier de Lion à l'est et jusqu'à Đeram et Crveni krst à l'ouest.

## Caractéristiques
Le quartier constitue une communauté locale (en serbe : mesna zajednica), subdivision administrative de la municipalité de Zvezdara. Le quartier, résidentiel, a été construit principalement dans les années 1960, avec des pelouses et des terrains de jeux pour les enfants entourant les immeubles. Le quartier possède également quelques commerces. L'un des lieux les plus célèbres du quartier est la kafana Lipov lad, « l'ombre du tilleul », qui a donné son nom à l'ensemble du secteur.

## Peti Park
Peti Park, le « cinquième parc », est un parc public situé à la pointe nord-est du quartier, à l'angle des rues Stanislava Sremčevića et Despota Olivera (autrefois appelée Toneta Tomšiča). À la mi-2005, le gouvernement de la Ville de Belgrade a fait couper les arbres de ce parc, en vue d'y construire un centre commercial. Les habitants du quartier ont protesté, essayant de protéger cet espace vert ; le gouvernement a répliqué que ce projet avait été élaboré dans les années 1980 et que le parc n'était qu'un aménagement temporaire. Cependant, les habitants du quartier, soutenus par de nombreux Belgradois et de nombreuses personnalités, ont finalement obtenu que la municipalité de Zvezdara y replante 31 sapins[réf. nécessaire].